# Anton Çetta
Anton Çetta, född 1920 i Gjakova i Kosovo i Jugoslavien, som vid den tiden var en provins i det dåvarande existerande Serbernas, kroaternas och slovenernas kungadöme (som senare blev Kungariket Jugoslavien), död 1995 i Pristina i Kosovo och begraven i Prizren, var av etnisk albansk härkomst; albansk folklorist med akademisk utbildning, grundare av Försoningskommitten mot blodshämnd. Han är känd för att ha försonat och skapat fred för cirka 6 000 etniskt albanska familjer som varit involverade i blodshämnd. Han lyckades på 1990-talet nästan helt utplåna traditionen med blodshämnd i Kosovo. Detta fick även positiva följder i Albanien där andra har inspirerats av hans gärning och fortsatt arbeta för försoning mellan olika släkter och för att även få bort traditionen med blodshämnd också i Albanien. Anton Çetta var katolik men arbetade för försoning mellan alla i Kosovo; oavsett vilken religiös tillhörighet personerna hade.
Anton Çetta (vars efternamn utomlands ibland stavas Çeta och Qeta) har fått en gata uppkallad efter sig i den kosovariska staden Peja. I den kosovska staden Skënderaj finns det en skola som har fått sitt namn efter Anton Çetta.
Den 30 april 2010 fick Anton Çetta Kosovas guldmedalj postumt från den sedan den 17 februari 2008 självständigt utropade Republiken Kosovas president Fatmir Sejdiu.

### Fotnoter
1. 1 2  Bibliothèque nationale de France, BnF Catalogue général : öppen dataplattform, id-nummer i Frankrikes nationalbiblioteks katalog: 16292691g.[källa från Wikidata]
2. ↑  ”WikiProject Peja”. http://wiki.openstreetmap.org/wiki/WikiProject_Peja. Läst 3 juli 2011.
3. ↑  ”A New School for the New Year in Kosovo”. 12 januari 2009. http://www.tika.gov.tr/EN/Icerik_Detay.asp?Icerik=885. Läst 3 juli 2011.[död länk]
4. ↑  EMBASSY OF UNITED STATES, PRISTINA, KOSOVO: JETA NË KOSOVË INTERVIEW WITH AMBASSADORS DELL, FITOU AND BEGLINGER - DECEMBER 14, 2010 Arkiverad 27 september 2013 hämtat från the Wayback Machine.
5. ↑  ”Presidenti Sejdiu dekoroi Anton Çettën”. 30 april 2010. Arkiverad från originalet den 1 juli 2011. https://web.archive.org/web/20110701004759/http://www.botasot.info/def.php?category=3. Läst 3 juli 2011.